# Lukkihal(Small), Lingsugur
Lukkihal(Small) là một làng thuộc tehsil Lingsugur, huyện Raichur, bang Karnataka, Ấn Độ.